# Ђазбана I (Горица)
Ђазбана I је насеље у Италији у округу Горица, региону Фурланија-Јулијска крајина.
Према процени из 2011. у насељу је живело 68 становника. Насеље се налази на надморској висини од 78 м.